# 2007
Il 2007 (MMVII in numeri romani) è un anno  del XXI secolo.

## Eventi
- Anno del delfino
- Anno eliofisico internazionale
- Anno polare internazionale
- Lussemburgo e Sibiu sono capitali europee della cultura
- Anno europeo per le pari opportunità
- A fine estate esplode la crisi dei mutui subprime statunitensi. Avrà conseguenze nei mercati finanziari, nelle banche e nelle aziende che garantiscono credito di tutto il mondo; è paragonata alla crisi del '29.
- 1º gennaio: Bulgaria e Romania entrano a far parte dell'Unione europea.
- 25 febbraio: cerimonia di consegna dei premi Oscar
- 6 giugno – 8 giugno: summit G8 a Heilingdamm, Germania
- 4 luglio: a Torino si festeggiano i 50 anni della Fiat 500 con l'uscita della nuova 500 che segnerà la rinascita del gruppo Fiat.
- 7 luglio: dichiarate le nuove 7 meraviglie del mondo a Lisbona.
- 29 agosto – 8 settembre: si svolge al Lido di Venezia la 64ª Mostra internazionale d'arte cinematografica promossa dalla Fondazione Biennale di Venezia.
- 22 ottobre: lotta in Kurdistan, muoiono 17 militari turchi.
- 20 novembre: viene ritrovata sul Colle Palatino, a Roma, la grotta del Lupercale.
- 9 dicembre: Argentina, Brasile, Bolivia, Ecuador, Paraguay, Uruguay e Venezuela firmano l'atto costitutivo della Banca del Sud.
- 13 dicembre: viene firmato il Trattato di Lisbona che sostituisce il Trattato sull'Unione europea ed il Trattato che istituisce la Comunità europea.

### Gennaio
- 1º gennaio
  - L'Italia entra a far parte, come membro non permanente, del Consiglio di Sicurezza delle Nazioni Unite.
  - La Slovenia adotta l'euro.
  - La Romania e la Bulgaria entrano a far parte dell'Unione europea.
  - La città di Sibiu in Romania è la città europea della cultura.
  - La Germania assume la presidenza di turno dell'Unione Europea.
  - Il gaelico viene ufficialmente riconosciuto come una delle lingue ufficiali dell'UE.
  - La Svizzera aderisce al trattato di Schengen.
  - L'Angola entra nell'OPEC.
  - Il sudcoreano Ban Ki-Moon subentra al ghanese Kofi Annan come Segretario generale delle Nazioni Unite.
  - Austria: dopo la morte della ministra degli interni Liese Prokop, assume l'interim il cancelliere Wolfgang Schüssel.
- 2 gennaio – il governo spagnolo guidato da Zapatero rompe con l'Eta, l'organizzazione per l'indipendenza dei Paesi Baschi dopo l'attentato all'aeroporto di Madrid il 30 dicembre 2006. A dare l'annuncio ufficiale è il ministro degli Interni, Alfredo Perez Rubalcaba in una conferenza stampa.
- 4 gennaio – Nancy Pelosi viene eletta Presidente della Camera dei Rappresentanti degli Stati Uniti d'America.
- 10 gennaio – la Corte di Cassazione si pronuncia definitivamente sulla strage di Ustica: i due generali dell'Aeronautica finiti sotto processo per alto tradimento vengono assolti.
- 11 gennaio – Vietnam: il paese asiatico entra a far parte dell'Organizzazione Mondiale del Commercio, divenendo il 150º Stato ad aderirvi.
- 13 gennaio – Spagna: l'ex Presidente dell'Argentina, Isabel Martínez de Perón viene arrestata, con l'accusa di avere infranto i diritti umani nella tragedia dei Desaparecidos nel 1976.
- 18 gennaio – l'uragano Kyrill si abbatte sull'Europa settentrionale.
- 19 gennaio – Il giornalista turco-armeno Hrant Dink viene assassinato: il responsabile identificato il giorno seguente.
- 21 gennaio – il Partito Radicale Serbo vince le elezioni in Serbia, conquistando la maggioranza relativa dei seggi, ma lo stesso leader Vojislav Šešelj ammette che difficilmente riuscirà a formare un governo.
- 24 gennaio – Moshe Katsav, ottavo presidente di Israele, si autosospende dall'incarico per le accuse di stupro, frodi e intercettazioni illegali, per le quali sarà condannato nel 2011.
- 27 gennaio – Luzzi (CS): a seguito di una rissa scoppiata in campo, dopo una partita di calcio amatoriale, il quarantenne dirigente Ermanno Licursi perde la vita nel tentativo di sedare lo scontro.[1]
- 30 gennaio – Microsoft lancia il Sistema operativo Windows Vista
- 31 gennaio – Il Parlamento del Venezuela conferisce per decreto al presidente Hugo Chávez il potere di governare il paese per diciotto mesi.

### Febbraio
- 3 febbraio – un camion bomba fa oltre cento vittime in un affollato mercato di Bagdad, e ferisce oltre trecento persone.
- 10 febbraio
  - Il senatore di Forza Italia Marcello Dell'Utri annuncia di aver ritrovato i diari segreti di Mussolini del 1935-1939, ma successivamente un'inchiesta de L'Espresso smentisce la loro autenticità.
  - Barack Obama, senatore degli Stati Uniti, annuncia a Springfield la sua candidatura per le presidenziali statunitensi del 2008.
- 13 febbraio – i diplomatici statunitensi annunciano di aver raggiunto un accordo con la Corea del Nord per il disarmo nucleare.
- 15 febbraio – il Consiglio dell'Unione europea istituisce l'Agenzia europea dei diritti fondamentali (FRA).[2]
- 22 febbraio – centocinquantenario della nascita di Robert Baden-Powell, fondatore dello scautismo, coincidente con il Thinking Day ed inizio dei festeggiamenti per il Centenario dello scautismo.
- 26 febbraio – la Corte Internazionale di Giustizia ha stabilito che il massacro di Srebrenica fu un genocidio, ma che la Serbia non può essere ritenuta direttamente responsabile di genocidio e complicità per i fatti accaduti.
- 27 febbraio
  - Il mercato azionario affonda dopo i dati sulla crescita sotto le aspettative di Cina e Europa.
  - Sanremo: Inizia il 57º festival della canzone italiana condotto da Pippo Baudo e Michelle Hunziker. Il 3 marzo Simone Cristicchi è vincitore nella categoria Campioni, Fabrizio Moro nella categoria Giovani.

### Marzo
- 4 marzo – si tengono le elezioni parlamentari in Estonia e in Abcasia.
- 5 marzo – il giornalista italiano Daniele Mastrogiacomo, del quotidiano la Repubblica, viene rapito a Kabul da un gruppo di talebani. Verrà liberato quattordici giorni dopo.
- 7 marzo
  - si tengono le elezioni nell'Irlanda del Nord.
  - si schianta un aereo a Yogyakarta, uccidendo quasi tutti i passeggeri a bordo e l'equipaggio.
- 8 marzo – viene riconosciuto formalmente il diritto alla proprietà privata dalla Repubblica Popolare Cinese.
- 11 marzo – si tengono le elezioni presidenziali in Mauritania: lo spoglio dei voti decreta la vittoria di Sidi Mohamed Ould Cheikh Abdallahi.
- 17 marzo – vengono sganciate bombe al cloro a Baghdad, Iraq.
- 18 marzo – si tengono le elezioni parlamentari in Finlandia.
- 19 marzo – crolla una miniera a Novokuznetsk, Russia, causando almeno 108 vittime.
- 22 marzo – le truppe della NATO lanciano due assalti in Afghanistan che si risolvono con la morte di trentotto terroristi talebani.
- 23 marzo – membri della Royal Navy britannica vengono catturati dalle flotte iraniane, generando un perdurante clima di tensione tra Londra e Teheran.

### Aprile
- 16 aprile – Massacro al Virginia Polytechnic Institute, a Blacksburg (Virginia). Uno studente sudcoreano apre il fuoco uccidendo 32 persone e ferendone altre 29.
- 18 aprile – il comitato esecutivo della UEFA assegna a Polonia e Ucraina l'organizzazione per gli Europei di calcio 2012.
- 22 aprile – in Cina ha inizio il Forum Internazionale sul Daodejing. L'evento è un'occasione di studio e ricerca sul Daodejing e sul Taoismo. È stato il primo evento di tipo religioso dopo cinquant'anni di chiusura al Taoismo.
- 23 aprile – Bogotà è Capitale mondiale del libro per un anno
- 29 aprile – si tiene il primo turno delle elezioni presidenziali in Francia.

### Maggio
- 1º maggio – in occasione della festa dei lavoratori si tiene il "concerto del 1º maggio", maratona musicale che quest'anno è dedicata al cinquantenario del primo festival del rock & roll svoltosi in Italia nel 1957.
- 6 maggio
  - si tiene il secondo e ultimo turno delle elezioni presidenziali in Francia.
  - Nicolas Sarkozy vince le elezioni presidenziali in Francia e diventa così il nuovo Presidente della Repubblica.
- 12 maggio – la Serbia vince l'Eurovision Song Contest, ospitato a Helsinki, Finlandia.
- 20 maggio – si tengono le elezioni europee in Bulgaria

### Giugno
- 10 giugno – si tiene il primo turno delle elezioni legislative in Francia.
- 17 giugno
  - si tiene il secondo e ultimo turno delle elezioni legislative in Francia. Vincono l'UMP del neopresidente Nicolas Sarkozy e il Nuovo Centro.
  - In occasione di un'ondata di caldo la stazione meteorologica di Foggia Amendola raggiunge la temperatura massima di +47,0 °C, il che rappresenta il record di caldo italiano assoluto rilevato in una stazione meteorologica ufficiale.
- 27 giugno – Tony Blair, primo ministro del Regno Unito dal 1997 al 2007, lascia definitivamente il suo incarico allo scozzese Gordon Brown.
- 30 giugno – Angela Merkel (Germania) conclude il suo mandato come Presidente del Consiglio dell'Unione europea.

### Luglio
- 1º luglio
  - José Sócrates (Portogallo) viene eletto nuovo Presidente del Consiglio dell'Unione europea per il prossimo semestre.
  - Al Wembley Stadium di Londra in memoria della Principessa Diana si tiene il Concert for Diana, a cui hanno partecipato 60.000 persone
- 3 luglio – Alinghi vince l'America's Cup 2007 battendo Team New Zealand per 5-2.
- 4 luglio – dopo 50 anni rinasce la Fiat 500.
- 7 luglio
  - Live Earth 7/7/07, concerto-evento di 24 ore trasmesso contemporaneamente in cinque continenti, in Italia trasmesso dalla rete Nazionale MTV (Music Television), per sensibilizzare attenzione nei confronti dei cambiamenti climatici.
  - A Lisbona, la Grande Muraglia Cinese, Il sito archeologico di Petra, il Cristo Redentore di Rio de Janeiro, la Città perduta di Machu Picchu, il complesso azteco di Chichen Itza, Il Colosseo di Roma e il tempio Taj Mahal in India, vengono elette le nuove Sette meraviglie del mondo.
- 16 luglio – un violento terremoto colpisce la regione di Niigata nel nord-ovest del Giappone. Le scosse provocano un incendio nella centrale nucleare più grande del mondo, quella di Kashiwazaki-Kariwa e uno dei reattori perde dell'acqua contenente materiali radioattivi; l'allarme viene dato in tutta la zona, e moltissime abitazioni sono evacuate.
- 17 luglio - un A320 appartenente alla compagnia aerea barsiliana TAM si schianta contro un grande magazzino poco dopo l'atterraggio a San Paolo, muoiono 199 persone
- 22 luglio – si tengono le elezioni politiche in Turchia.
- 27 luglio – Gran Bretagna: inizia il 21º Jamboree mondiale dello scautismo, campo scout mondiale cui partecipano oltre 40.000 giovani da tutto il mondo. Finirà l'8 agosto.

### Agosto
- 1º agosto – alle 8:00 milioni di scout in tutto il mondo festeggiano l'Alba del centenario, culmine del Centenario dello scautismo.
- 14 agosto – colossale attentato suicida nel Kurdistan iracheno fa oltre 500 morti tra la minoranza Yazidi.
- 15 agosto
  - un terremoto di magnitudo 7,9 colpisce gran parte del Perù, provocando 540 morti e oltre 1.500 feriti. Alcune scosse di consistente intensità si verificarono anche nei giorni successivi.
  - Duisburg, Germania: sei italiani vengono uccisi nel massacro conosciuto come strage di ferragosto. Il delitto è collegabile alla 'Ndrangheta, in particolare alla faida mafiosa di San Luca, paesino dell'Aspromonte in Calabria.
- 28 agosto – elezione del nuovo presidente della Turchia, Abdullah Gül, fortemente legato ai valori islamici.
- 30 agosto – Afghanistan: liberazione di tutti gli ostaggi sudcoreani rapiti il 19 luglio scorso dai talebani.

### Settembre
- 2 settembre – Papa Benedetto XVI celebra a Loreto, nella spianata di Montorso, la Messa conclusiva dell’Agorà dei Giovani Italiani Loreto 07, evento organizzato dai vescovi italiani in vista della Giornata mondiale della gioventù 2008. Vi partecipano 400.000 giovani cattolici provenienti da tutte le diocesi di Italia più altri 25.000 stranieri.
- 5 settembre
  - Programma Voyager: Le sonde Voyager 1 e 2 compiono 30 anni di ininterrotta attività.
  - Siria: l'aviazione militare israeliana, con un'operazione segreta, bombarda e distrugge un reattore nucleare costruito segretamente dal regime di Bashar al-Assad. L'episodio verrà reso pubblico solo nel 2018.[3]
- 6 settembre – Regno Unito: l'autorità britannica per la fertilizzazione e l'embriologia (Hfea) dà via libera all'utilizzo di embrioni chimera, che contengono materiale genetico sia animale che umano.
- 8 settembre – in molte piazze italiane si tiene il primo V-Day, l'iniziativa politica promossa da Beppe Grillo, due anni prima della fondazione del Movimento 5 Stelle.
- 12 settembre – il primo ministro giapponese Shinzō Abe si dimette dopo una diminuzione della popolarità causata da una serie di scandali.
- 16 settembre – Iraq, strage di civili (almeno 17 morti) ad opera di mercenari della ditta statunitense Blackwater.
- 19 settembre
  - Israele: Il governo dichiara formalmente "entità nemica" la striscia di Gaza, sotto il controllo di Hamas, e interrompe le forniture di servizi essenziali.
  - Libano: a Beirut un gravissimo attentato uccide il deputato maronita Ghanem e altre otto persone.
- 22 settembre – Cile: la Suprema Corte di Santiago del Cile concede l'estradizione di Alberto Fujimori, ex Presidente del Perù, rinchiuso in carcere e indiziato nel suo paese per violenza e violazione dei diritti umani.
- 23 settembre – Giappone: Yasuo Fukuda viene nominato Presidente del Partito Liberal Democratico, succedendo nella carica a Shinzō Abe.
- 24 settembre – grandi manifestazioni contro la dittatura in Birmania, guidate dai monaci buddisti e sostenute dal Premio Nobel per la pace Aung San Suu Kyi, agli arresti domiciliari da 13 anni.
- 25 settembre
  - Si conclude con una strage (nove morti) l'azione militare di liberazione dei due sottufficiali italiani, agenti del Sismi, rapiti tre giorni prima in Afghanistan.
  - In Italia per la prima volta viene trasmesso in televisione, da una TV generalista (La7), il film Arancia meccanica di Stanley Kubrick, del 1971.
- 26 settembre – Giappone: l'imperatore Akihito nomina Yasuo Fukuda, presidente del Partito Liberal Democratico, 91º Primo Ministro.
- 29 settembre – attentato di matrice jihadista a Male, capitale delle Maldive, numerosi feriti tra i turisti.
- 30 settembre – Ucraina: si tengono le elezioni anticipate, concordate tra il Presidente Viktor Juščenko, il Primo ministro Viktor Janukovyč e il Presidente del Parlamento Oleksandr Moroz il 27 maggio di quest'anno, a seguito della crisi politica generata dallo scioglimento del Parlamento da parte di Juščenko, con decreto del 2 aprile.

### Ottobre
- 2 ottobre – Pyongyang: ha inizio il secondo incontro internazionale tra le due Coree. Il Presidente della Corea del Sud, Roh Moo-hyun colloquia con il corrispettivo Kim Jong-il della Corea del Nord.
- 3 ottobre – storico accordo tra le due Coree per aiuti al Nord in cambio dello smantellamento del nucleare nel Nord. L'accordo apre la strada a un definitivo trattato di pace.
- 6 ottobre
  - L'imprenditore biotecnologo USA Craig Venter annuncia la creazione del primo cromosoma artificiale.
  - In Pakistan elezioni indirette confermano Pervez Musharraf alla presidenza del paese. Sul risultato pende il rischio di annullamento da parte della corte suprema.
- 11 ottobre – Coming Out Day
- 14 ottobre – con le elezioni primarie e più di tre milioni di votanti nasce il Partito Democratico (PD), il cui segretario è Walter Veltroni. A questo partito aderiscono i Democratici di Sinistra, La Margherita e altri partiti.
- 15 ottobre – entra in servizio l'Airbus A380, l'aereo passeggeri più grande al mondo in grado di trasportare 853 persone.
- 18 ottobre
  - Il rientro in Pakistan dell'ex premier Benazir Bhutto è segnato da un gravissimo attentato che fa 139 morti.
  - Viene firmato il Trattato di Velsen che istituisce la Forza di gendarmeria europea.
- 19 ottobre
  - Spinto dalla svalutazione del dollaro statunitense e dal timore di nuove crisi in Medio Oriente, il prezzo del petrolio supera il livello record di 90 dollari.
  - A Roma, l'acqua della celebre fontana di Trevi diventa rossa ad opera di un dimostrante futurista. Il gesto viene giustificato dall'artefice come una forma di contestazione alla politica amministrativa del sindaco Veltroni.
- 21 ottobre
  - Scontri armati, con numerose vittime, tra soldati turchi e guerriglieri curdi del Partito dei Lavoratori del Kurdistan (PKK); bombardamenti dalla Turchia su villaggi del Kurdistan iracheno, di cui i turchi minacciano l'invasione.
  - Le elezioni generali in Polonia decretano la sconfitta del premier Jarosław Kaczyński e la vittoria del liberale Donald Tusk.
  - Le elezioni generali in Svizzera vedono un forte avanzamento (28,8%) della destra xenofoba di Christoph Blocher.
  - Formula 1: in Brasile, in attesa della sentenza FIA richiesta dalla McLaren, Kimi Räikkönen per la Ferrari conquista il suo primo campionato del mondo di F1, il 15º della scuderia di Maranello, per un solo punto sui rivali Lewis Hamilton e Fernando Alonso.
- 24 ottobre – gravi incendi iniziati tre giorni prima devastano un'ampia zona della California nei dintorni di Los Angeles, provocando la distruzione di moltissime case, la morte di 15 persone e quasi un milione di sfollati.
- 28 ottobre – le elezioni presidenziali in Argentina vedono la vittoria di Cristina Fernández de Kirchner, moglie del presidente uscente Néstor.

### Novembre
- 1º novembre
  - viene uccisa a Perugia la studentessa inglese Meredith Kercher. Verranno accusati dell'omicidio Amanda Knox, studentessa statunitense coinquilina della vittima; Raffaele Sollecito, fidanzato di quest'ultima; il congolese Lumumba Diya detto Patrick, successivamente rilasciato per mancanza di prove; e Rudy Hermann Guede, arrestato in Germania dopo la sua fuga.
  - si svolge il premio musicale MTV Europe Music Awards 2007 all'Olympiahalle di Monaco.
- 3 novembre – in Pakistan il presidente Musharraf dichiara lo stato di emergenza e sospende i diritti costituzionali. Forti proteste in tutto il mondo.
- 4 novembre – in Messico piogge torrenziali costringono 500.000 persone all'esodo nello Stato meridionale del Tabasco.
- 5 novembre – viene arrestato Salvatore Lo Piccolo, capo di Cosa Nostra e latitante dal 1983, insieme a suo figlio Sandro Lo Piccolo e ad altri mafiosi latitanti.
- 7 novembre – in un liceo di Tuusula, in Finlandia, un diciottenne uccide 8 persone con un'arma da fuoco e poi si suicida.
- 11 novembre – disastro ecologico: petroliera affonda nel Mar Nero.
- 12 novembre – almeno sette morti a Gaza durante una manifestazione commemorativa di Arafat organizzata da Fatah.
- 14 novembre
  - ad Alghero le delegazioni di ministri di Italia e Algeria, guidate dai presidenti dei due stati Romano Prodi e Abdelaziz Bouteflika, definiscono una serie di accordi di cooperazione comune e ratificano la costruzione del gasdotto Galsi tra Algeria e Italia.
  - La terza commissione dell'Assemblea generale delle Nazioni Unite approva la moratoria universale della pena di morte.
- 17 novembre – si tengono le elezioni parlamentari in Kosovo, vittoria del partito democratico (Pdk) dell'ex capo guerrigliero dell'UCK Hashim Thaçi.
- 25 novembre – si tengono le elezioni europee in Romania

### Dicembre
- 2 dicembre
  - Trionfo di Russia Unita, il partito di Putin, alle elezioni parlamentari per il rinnovo della Duma russa, svoltesi in un clima di intimidazione delle opposizioni.
  - Sconfitta del referendum costituzionale proposto in Venezuela dal presidente Hugo Chávez.
- 3 dicembre – si apre a Bali, in Indonesia, un'importante conferenza sul cambiamento climatico, alla presenza di diecimila delegati da 180 paesi, per decidere come ridurre le emissioni di gas serra.
- 6 dicembre – grave incidente sul lavoro nello stabilimento ThyssenKrupp di Torino nel quale otto operai furono coinvolti in un'esplosione che causò la morte di sette di loro.
- 14 dicembre – dopo molte incertezze e un compromesso finale la conferenza sul clima di Bali si chiude con l'annuncio di una "road map" (o piano d'azione) che entro il 2009 porterà alla stesura del nuovo trattato sulle emissioni post-Kyoto.
- 18 dicembre – l'Assemblea generale delle Nazioni Unite approva la moratoria universale della pena di morte proposta dall'Italia con 104 voti a favore, 54 contrari e 29 astenuti.
- 21 dicembre – in nove paesi dell'Unione europea (Polonia, Estonia, Lituania, Lettonia, Repubblica Ceca, Slovenia, Slovacchia, Ungheria e Malta) entra in vigore il trattato di Schengen per la libera circolazione delle persone e l'abolizione dei controlli alla frontiera.
- 27 dicembre
  - Benazir Bhutto viene uccisa da un attentatore, che poi si fa esplodere provocando numerose altre vittime, durante un comizio elettorale a Rawalpindi in Pakistan. Al Qaeda rivendica la strage.
  - Elezioni presidenziali in Kenya: la riconferma del presidente uscente Mwai Kibaki, contestata dall'opposizione, scatena nel paese scontri (diffusi soprattutto nelle regioni occidentali), che rischiano di portare ad una guerra tra le etnie kikuyu e luo.
- 28 dicembre – un referendum costituzionale sancisce la fine della monarchia e la nascita di una Repubblica Federale in Nepal. La transizione si è conclusa il 28 maggio 2008 mediante la votazione quasi unanime dell'Assemblea Costituente.

## Sport
- 17 gennaio – 27 gennaio: Universiade invernale a Torino
- 21 gennaio: l'Hockey Club Bolzano si aggiudica la sua seconda coppa Italia.
- 28 gennaio: Roger Federer si aggiudica l'Australian Open, prima tappa del Grande Slam.
- 3 febbraio – 18 febbraio: Mondiali di sci alpino ad Åre, Svezia.
- 9 febbraio: Anja Pärson diventa la prima donna a vincere una medaglia d'oro in ciascuna disciplina dei campionati mondiali di sci alpino.
- 22 febbraio – 4 marzo: Mondiali di sci nordico a Sapporo, Giappone.
- 17 marzo: la nazionale di rugby francese vince il Sei Nazioni 2007. Storiche vittorie della nazionale italiana (quarta) contro la Scozia e il Galles.
- 19 marzo – 1º aprile: Campionati mondiali di nuoto a Melbourne, Australia.
- 1º aprile: al Ford Field di Detroit, in Michigan, ha luogo la 23ª edizione di WrestleMania: nel main event John Cena sconfigge Shawn Michaels, conservando il WWE Championship.
- 10 aprile: a 32 anni dall'ultimo, il Cortina si aggiudica il suo sedicesimo scudetto. Raggiunge così il Bolzano come squadra più titolata d'Italia.
- 22 aprile – serie A: l'Inter vince il suo 15º scudetto, con 5 giornate d'anticipo.
- 18 aprile – 12 giugno: si disputano le regate della 32ª America's Cup per la prima volta nelle acque europee a Valencia.
- 16 maggio - Glasgow: il Siviglia vince la Coppa UEFA battendo ai calci di rigore l'Espanyol.
- 23 maggio – calcio: il Milan si aggiudica la settima Champions League della sua storia, battendo il Liverpool in finale per 2-1.
- 2 giugno: a Copenaghen durante la partita calcistica Danimarca – Svezia valida per le qualificazioni al campionato di calcio Euro 2008, all'89º minuto, sul punteggio di 3 a 3, un tifoso in preda alla rabbia cerca di colpire l'arbitro tedesco Fandel: la partita viene sospesa.
- 3 giugno: Danilo Di Luca vince il 90º Giro d'Italia, mentre l'ultima tappa Vestone-Milano viene vinta da Alessandro Petacchi.
- 10 giugno: Napoli e Genoa pareggiano 1-1 all'ultima giornata di campionato di serie B: arrivano così secondo e terza nella classifica finale dietro alla Juventus e festeggiano così la promozione che non arrivava rispettivamente da 6 e 12 anni.
- 11 giugno – 23 giugno: Campionato europeo di calcio Under 21, vinto dai Paesi Bassi che hanno battuto in finale per 4-1 la Serbia.
- 24 giugno: gli Stati Uniti vincono la loro quarta CONCACAF Gold Cup battendo in finale il Messico per 2-1.
- 8 luglio: Roger Federer vince per il quinto anno consecutivo, eguagliando il record di Björn Borg, il torneo di Wimbledon, al termine di un agguerrito match contro Rafael Nadal.
- 13 luglio – 29 luglio: XV edizione dei Giochi panamericani a Rio de Janeiro, Brasile.
- 15 luglio: il Brasile vince per l'ottava volta la Copa América battendo l'Argentina per 3-0 in finale.
- 24 luglio – 29 luglio: FIIC Intercross World Game a Ratingen, Germania.
- 29 luglio: nella finale della 14ª Coppa d'Asia, l'Iraq batte a Giacarta l'Arabia Saudita per 1-0 e diventa per la prima (e unica) volta campione d'Asia.
- 3 agosto: Prada annuncia che Luna Rossa non parteciperà alla 33ª America's Cup.
- 3 agosto – 5 agosto: Campionati Europei Under 21 di sci nautico a San Gervasio Bresciano, Italia
- 19 agosto: la Roma si aggiudica la sua seconda Supercoppa italiana battendo l'Inter per 1 a 0.
- 31 agosto: il Milan si aggiudica la Supercoppa Europea contro il Siviglia.
- 7 settembre – 20 ottobre: Coppa del Mondo di rugby in Francia: il Sudafrica diventa per la seconda volta campione del mondo dopo aver battuto per 15-6 l'Inghilterra.
- 9 settembre: Roger Federer conquista il suo 12º Slam vincendo gli US Open e battendo Novak Đoković 7-6 7-6 6-4.
- 19 settembre: Campionati Europei di Squadra di sci nautico a Recetto, Italia.
- 20 settembre – 23 settembre: Campionati Europei Assoluti di sci nautico a Recetto, Italia.
- 23 settembre: sul tracciato di Motegi, in Giappone, Casey Stoner su Ducati si laurea campione del mondo classe MotoGP. È dal 1974, dai tempi di Phil Read su MV Agusta, che una casa italiana non vince nella massima categoria del Motomondiale.
- 24 settembre: dopo i 14 giri del durissimo tracciato di Stoccarda, Paolo Bettini batte Aleksandr Kolobnev e Stefan Schumacher e si laurea per la seconda volta campione del mondo di ciclismo, aggiudicandosi la prova su strada (così come era riuscito nel 1991 e 1992 Gianni Bugno).
- 30 settembre: l'Italvolley femminile vince per la prima volta i campionati europei di pallavolo, battendo in finale la Serbia per 3 set a 0.
- 4 ottobre: ai Mondiali di Scherma di San Pietroburgo le fiorettiste italiane Valentina Vezzali, Margherita Granbassi e Giovanna Trillini occupano tutto il podio, vincendo rispettivamente l'oro, l'argento ed il bronzo.
- 7 ottobre: l'Hockey Club Bolzano vince la seconda supercoppa italiana di hockey su ghiaccio, superando per 1-0 in finale il Cortina.
- 21 ottobre: Kimi Räikkönen, pilota della Ferrari, si aggiudica il titolo piloti di Formula 1, vincendo il GP del Brasile.
- 30 ottobre: assegnata al Brasile l'organizzazione dei mondiali di calcio 2014.
- 17 novembre: la nazionale di calcio italiana si qualifica per gli Europei del 2008 battendo la Scozia in casa per 1-2.
- 2 dicembre: il giocatore del Milan Ricardo Kaká vince il pallone d'oro 2007, l'ottavo nella storia del club rossonero.
- 16 dicembre
  - Il Milan si aggiudica il Mondiale per club FIFA battendo 4-2 il Boca Juniors, completando il triplete internazionale.
  - Ricardo Kaká vince il FIFA World Player 2007, dopo aver vinto anche il pallone d'oro.
- 19 dicembre: sei uomini armati fanno irruzione nell'abitazione moscovita della tennista russa Anna Čakvetadze; per la tennista e la sua famiglia sono 30 minuti di terrore ma fortunatamente se la caveranno solo con un grosso spavento e qualche livido.

## Scienza e tecnologia
- 7 gennaio: un pool di scienziati, comprendenti l'italiano Paolo De Coppi, annuncia di aver scoperto cellule staminali nel liquido amniotico.
- 9 gennaio: Steve Jobs, sul palco del Moscone Center di San Francisco, presenta iPhone, il primo smartphone moderno, che verrà messo in commercio negli Stati Uniti il 29 giugno. Gli smartphone all'epoca tendevano a utilizzare le tastiere fisiche, ma l'iPhone sfruttava solo un touch screen e un pulsante Home.
- 12 gennaio: la Cometa McNaught raggiunge il perielio ed è visibile ad occhio nudo.
- 14 gennaio: la Cometa McNaught raggiunge magnitudine -6 ed è visibile di giorno parando il Sole con una mano.
- 30 gennaio: Microsoft lancia Windows Vista.
- 28 febbraio: la sonda spaziale New Horizons subisce gli effetti della fionda gravitazionale durante il transito presso Giove, deviando la sua traiettoria in direzione di Plutone.
- 3 marzo: eclissi lunare totale
- 14 marzo: viene scoperta una nuova specie tra i mammiferi, il leopardo nebuloso del Borneo.
- 19 marzo: eclissi solare parziale
- 23 marzo: in Europa viene lanciata la PlayStation 3 (ma in Italia alcuni distributori l'anticipano al 21 marzo).
- 19 aprile: esce la versione 7.04 della distribuzione GNU/Linux Ubuntu.
- 4 agosto: viene lanciata la sonda spaziale Phoenix Mars Lander.
- 11 settembre: eclissi solare parziale
- 23 ottobre: tra il 23 ed il 24 ottobre, la luminosità della cometa 17P/Holmes aumentata dalla 17 ° ad una magnitudine di 2,5. La chioma, la cui espansione sarà oggetto di studi osservativi per tutto il periodo di visibilità, raggiungerà il 15 novembre le dimensioni del diametro solare.

## Nati
Ci sono circa 210 voci su persone nate nel 2007; vedi la pagina Nati nel 2007 per un elenco descrittivo o la categoria Nati nel 2007 per un indice alfabetico.

## Morti
Ci sono circa 1 800 voci su persone morte nel 2007; vedi la pagina Morti nel 2007 per un elenco descrittivo o la categoria Morti nel 2007 per un indice alfabetico.

## Calendario
| Calendario 2007 | Calendario 2007 | Calendario 2007 | Calendario 2007 | Calendario 2007 | Calendario 2007 | Calendario 2007 | Calendario 2007 | Calendario 2007 | Calendario 2007 | Calendario 2007 | Calendario 2007 | Calendario 2007 | Calendario 2007 | Calendario 2007 | Calendario 2007 | Calendario 2007 | Calendario 2007 | Calendario 2007 | Calendario 2007 | Calendario 2007 | Calendario 2007 | Calendario 2007 | Calendario 2007 | Calendario 2007 | Calendario 2007 | Calendario 2007 | Calendario 2007 | Calendario 2007 | Calendario 2007 | Calendario 2007 | Calendario 2007 | Calendario 2007 |
| --------------- | --------------- | --------------- | --------------- | --------------- | --------------- | --------------- | --------------- | --------------- | --------------- | --------------- | --------------- | --------------- | --------------- | --------------- | --------------- | --------------- | --------------- | --------------- | --------------- | --------------- | --------------- | --------------- | --------------- | --------------- | --------------- | --------------- | --------------- | --------------- | --------------- | --------------- | --------------- | --------------- |
|                 | 1               | 2               | 3               | 4               | 5               | 6               | 7               | 8               | 9               | 10              | 11              | 12              | 13              | 14              | 15              | 16              | 17              | 18              | 19              | 20              | 21              | 22              | 23              | 24              | 25              | 26              | 27              | 28              | 29              | 30              | 31              |                 |
| Gennaio         | Lu              | Ma              | Me              | Gi              | Ve              | Sa              | Do              | Lu              | Ma              | Me              | Gi              | Ve              | Sa              | Do              | Lu              | Ma              | Me              | Gi              | Ve              | Sa              | Do              | Lu              | Ma              | Me              | Gi              | Ve              | Sa              | Do              | Lu              | Ma              | Me              |                 |
| Febbraio        | Gi              | Ve              | Sa              | Do              | Lu              | Ma              | Me              | Gi              | Ve              | Sa              | Do              | Lu              | Ma              | Me              | Gi              | Ve              | Sa              | Do              | Lu              | Ma              | Me              | Gi              | Ve              | Sa              | Do              | Lu              | Ma              | Me              |                 |                 |                 |                 |
| Marzo           | Gi              | Ve              | Sa              | Do              | Lu              | Ma              | Me              | Gi              | Ve              | Sa              | Do              | Lu              | Ma              | Me              | Gi              | Ve              | Sa              | Do              | Lu              | Ma              | Me              | Gi              | Ve              | Sa              | Do              | Lu              | Ma              | Me              | Gi              | Ve              | Sa              |                 |
| Aprile          | Do              | Lu              | Ma              | Me              | Gi              | Ve              | Sa              | Do              | Lu              | Ma              | Me              | Gi              | Ve              | Sa              | Do              | Lu              | Ma              | Me              | Gi              | Ve              | Sa              | Do              | Lu              | Ma              | Me              | Gi              | Ve              | Sa              | Do              | Lu              |                 |                 |
| Maggio          | Ma              | Me              | Gi              | Ve              | Sa              | Do              | Lu              | Ma              | Me              | Gi              | Ve              | Sa              | Do              | Lu              | Ma              | Me              | Gi              | Ve              | Sa              | Do              | Lu              | Ma              | Me              | Gi              | Ve              | Sa              | Do              | Lu              | Ma              | Me              | Gi              |                 |
| Giugno          | Ve              | Sa              | Do              | Lu              | Ma              | Me              | Gi              | Ve              | Sa              | Do              | Lu              | Ma              | Me              | Gi              | Ve              | Sa              | Do              | Lu              | Ma              | Me              | Gi              | Ve              | Sa              | Do              | Lu              | Ma              | Me              | Gi              | Ve              | Sa              |                 |                 |
| Luglio          | Do              | Lu              | Ma              | Me              | Gi              | Ve              | Sa              | Do              | Lu              | Ma              | Me              | Gi              | Ve              | Sa              | Do              | Lu              | Ma              | Me              | Gi              | Ve              | Sa              | Do              | Lu              | Ma              | Me              | Gi              | Ve              | Sa              | Do              | Lu              | Ma              |                 |
| Agosto          | Me              | Gi              | Ve              | Sa              | Do              | Lu              | Ma              | Me              | Gi              | Ve              | Sa              | Do              | Lu              | Ma              | Me              | Gi              | Ve              | Sa              | Do              | Lu              | Ma              | Me              | Gi              | Ve              | Sa              | Do              | Lu              | Ma              | Me              | Gi              | Ve              |                 |
| Settembre       | Sa              | Do              | Lu              | Ma              | Me              | Gi              | Ve              | Sa              | Do              | Lu              | Ma              | Me              | Gi              | Ve              | Sa              | Do              | Lu              | Ma              | Me              | Gi              | Ve              | Sa              | Do              | Lu              | Ma              | Me              | Gi              | Ve              | Sa              | Do              |                 |                 |
| Ottobre         | Lu              | Ma              | Me              | Gi              | Ve              | Sa              | Do              | Lu              | Ma              | Me              | Gi              | Ve              | Sa              | Do              | Lu              | Ma              | Me              | Gi              | Ve              | Sa              | Do              | Lu              | Ma              | Me              | Gi              | Ve              | Sa              | Do              | Lu              | Ma              | Me              |                 |
| Novembre        | Gi              | Ve              | Sa              | Do              | Lu              | Ma              | Me              | Gi              | Ve              | Sa              | Do              | Lu              | Ma              | Me              | Gi              | Ve              | Sa              | Do              | Lu              | Ma              | Me              | Gi              | Ve              | Sa              | Do              | Lu              | Ma              | Me              | Gi              | Ve              |                 |                 |
| Dicembre        | Sa              | Do              | Lu              | Ma              | Me              | Gi              | Ve              | Sa              | Do              | Lu              | Ma              | Me              | Gi              | Ve              | Sa              | Do              | Lu              | Ma              | Me              | Gi              | Ve              | Sa              | Do              | Lu              | Ma              | Me              | Gi              | Ve              | Sa              | Do              | Lu              |                 |

## Premi Nobel
In quest'anno sono stati conferiti i seguenti Premi Nobel:
- per la Medicina: Mario Capecchi, Oliver Smithies e Martin Evans
- per la Fisica: Albert Fert e Peter Grünberg (per i loro studi sull'effetto di magnetoresistenza gigante)
- per la Letteratura: Doris Lessing
- per la Chimica: Gerhard Ertl, (per i suoi studi dei processi chimici sulle superfici solide)
- per la Pace: Al Gore e Ipcc (Comitato Intergovernativo per i Mutamenti Climatici dell'ONU)
- Premio Nobel per l'economia: Leonid Hurwicz, Eric S.Maskin e Roger B. Myerson (per i loro contributi alla teoria sull'allocazione delle risorse in ambiente incerto)